# Don Camillo e i giovani d'oggi (film incompiuto)

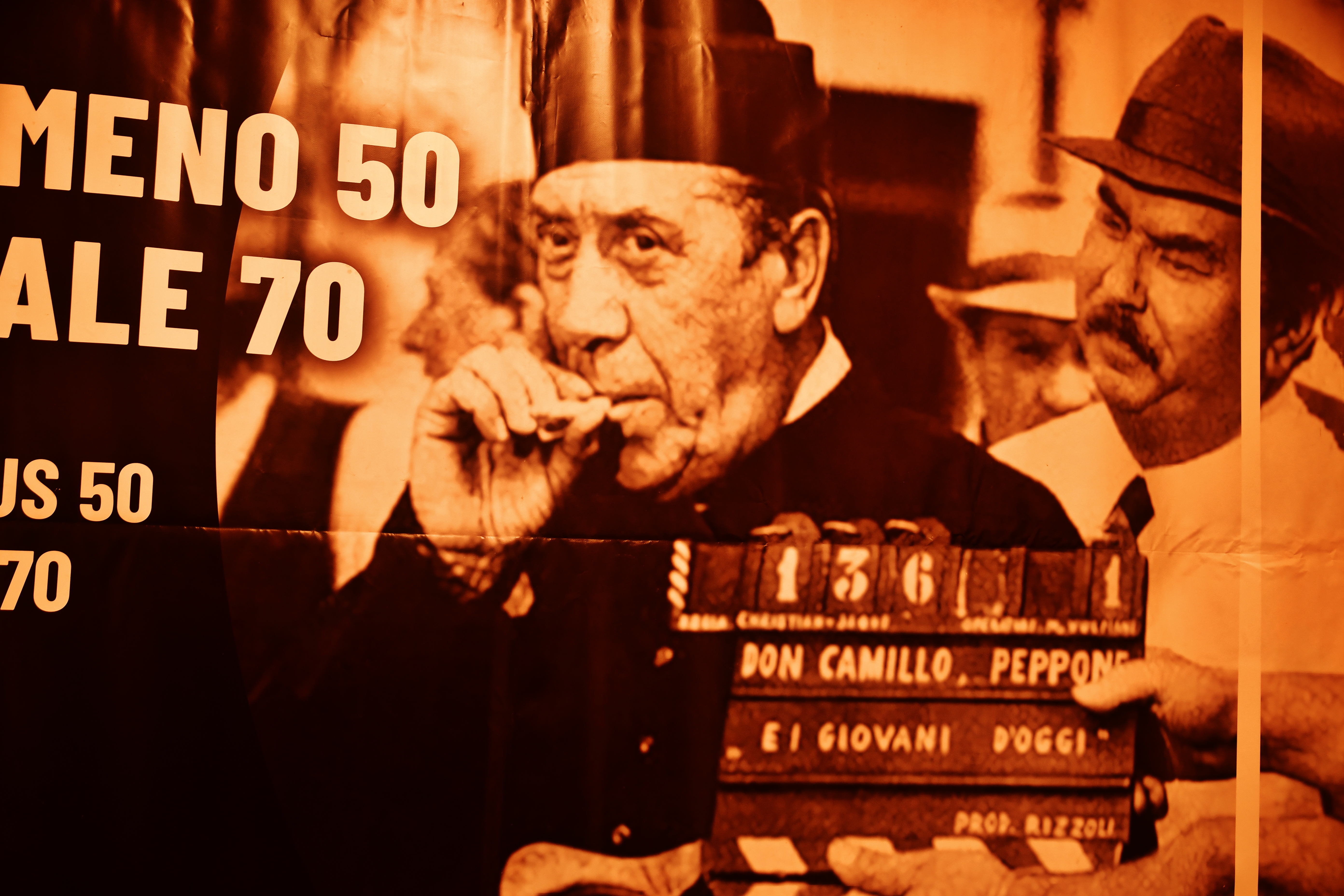
Fernandel e Gino Cervi sul set del film incompiuto.

Don Camillo e i giovani d'oggi oppure Don Camillo, Peppone e i giovani d'oggi (titolo originale Don Camillo et ses contestataires) è un film incompiuto del 1970 diretto da Christian-Jaque. 
Doveva essere il sesto capitolo della serie cinematografica di don Camillo con Fernandel e Gino Cervi, ispirato all'omonimo libro. Iniziato nel 1970, rimase incompiuto a causa della malattia di Fernandel, che morì nel 1971.

## Trama
1970. Brescello ha grosse novità. In primis è arrivata una nuova farmacista, la signorina Bognoni, comunista. Peppone ha però ben altri problemi: il figlio di Peppone segue la moda dei capelli lunghi e del pensiero maoista, è soprannominato Veleno ed è il capo dei "capelloni della Bassa" appena arrivato in paese con la corriera. Don Camillo con un riso è sorpreso vedere Michele coi capelli lunghi e corre con l'aspirapolvere dal Cristo crocifisso. Intanto Veleno incontra i suoi vecchi amici tra cui Giorgio Piletti chiedendogli se avevano ricevuti i libretti rossi. Peppone mostra al figlio il negozio la Cooperativa Popolare con fuori gli elettrodomestici e Michele si congratula col padre per essersi ampliato. Don Camillo ha una nipotina, la giovane Mariangela, una hippie che si fa chiamare Cat dagli amici, che è stata portata in paese dai celerini dopo che questi hanno sgomberato un accampamento hippie al teatro Farnese a Parma.
Don Camillo ha anche un nuovo coadiutore in parrocchia: don Francesco, inviatogli dalla curia dopo il Concilio Vaticano II, visto che il testardo Parroco della Bassa si ostina ancora a celebrare la messa con il vecchio rito: i due, fin dall'inizio, discutono sulle questioni sociali.
Don Camillo rischia di venire trasferito in una parrocchia di montagna chiamato "Le Casacce", a seguito dello scandalo in curia dopo l'elezione a Miss Unità di Cat. Sarà invece don Francesco a chiedere al Vescovo di essere trasferito nella parrocchia di montagna, dato che ha una crisi spirituale perché si è innamorato della nipote di Cat, don Camillo è interdetto, ma la nipote lo lascia indovinare con il suo accenno di seduzione, la lusinga di una tentazione. Don Camillo capisce, ma comprendere che lo ha fatto per lui solo per il cinquanta per cento, Cat scappa via ridendo in bicicletta per raggiungere l'altro cinquanta per cento, Michele, che è ha preso il treno per andare al servizio militare, ma quando Cat arriva alla stazione ferroviaria è già partito.
Tra Veleno e Cat nasce una storia d'amore e, dopo molte peripezie, i due decidono di sposarsi tuttavia Peppone furibondo non approva la loro unione, ma dopo l'ennesimo ricatto da parte di don Camillo egli è costretto ad accettare. È il giorno delle elezioni ed è in corso il comizio tra lui e la Bognoni, alla fine Peppone riuscirà a mantenere il ruolo di capo dei comunisti locali, potendo così continuare l'amicizia con don Camillo.
Veleno e Cat organizzano il loro matrimonio, vorrebbero pronunciare il loro sì dopo essersi buttati da un aereo in volo, ne parlano con i loro familiari che accettano, Peppone li sposerà prima in municipio e don Camillo li aspetterà a terra, ma non andrà così di fatto saranno don Camillo e Peppone a buttarsi col paracadute mentre i due giovani invece proseguono con l'aereo che vira in un'altra direzione. Una volta atterrati col paracadute i due camminano su una strada di montagna e poco dopo si ritrovano in un paese che si scopre che è la località Le Casacce e notano che nella chiesetta è presente don Francesco che celebra il matrimonio di Veleno e Cat con ritmo di una musica di un complesso hippie.
Il film si doveva concludere con Peppone e Don Camillo che passeggiano in campagna mentre bisticciano, con una ripresa prima al crocefisso di montagna con la tettoia in legno poi inquadrando il cielo con una scritta C'è da pensare che lassù in Paradiso oramai è così che si fa musica e si canta.

## Le riprese e i problemi di salute di Fernandel
Il piano di lavorazione prevedeva le riprese a Brescello fino a fine agosto, poi gli interni a Roma al Centro Safa Palatino nella prima metà di settembre. Le riprese del nuovo film, per la regia di Christian-Jaque, cominciarono a Brescello il 13 luglio 1970. Fernandel arrivò il 20 luglio, a set già allestito. Gli esterni si girarono sotto un sole cocente, tra umidità e zanzare, con l’attore francese che ebbe più volte dei mancamenti, degli eccessi di stanchezza e delle difficoltà respiratorie. A un certo punto fu colpito anche da dolori lancinanti al torace. Il 5 agosto si stava girando una scena sul sagrato della chiesa che prevedeva che Fernandel dovesse portare in braccio Graziella Granata, ma l'attore non fece un passo. Nonostante l'attrice pesasse meno di 50 chili, Fernandel non riuscì a sostenerla, per poi incespicare e cadere a terra. Appena ripresosi dal malore fu costretto ad abbandonare il set.
L’attore francese fu trasportato con urgenza all'ospedale di Parma, dove rimase ricoverato per quattro giorni. Dopo essersi consultato con uno specialista, decise di tornare a Marsiglia per sottoporsi a ulteriori esami clinici e prendersi un periodo di riposo. Il regista, cercando parole di conforto, si rivolse così a Fernandel: «On reprendra le tournage dès que tu seras rétabli. Rentre à Marseille.» («Riprenderemo a girare quando ti sarai ristabilito. Ritorna a Marsiglia»).
Le condizioni di salute di Fernandel erano già compromesse da alcuni mesi. Nell'aprile precedente, durante un piccolo intervento per rimuovere una escrescenza formatasi sotto il muscolo pettorale destro, i medici avevano scoperto che l'attore era affetto da un carcinoma maligno di origine epatica, in evoluzione e con metastasi. Partito dal fegato, il tumore aveva colpito un polmone e si era diffuso in diverse parti dell'organismo. I familiari furono immediatamente informati della gravità della situazione ma decisero di tenere all'oscuro l'interessato. Lo stesso Christian-Jaque, che nel frattempo lo aveva scritturato per questo film, era totalmente ignaro della grave malattia che aveva colpito Fernandel.
Il 12 agosto 1970 la produzione sospese le riprese e Gino Cervi ritornò a Roma. La soluzione più semplice sarebbe stata quella di rigirare le scene in cui compariva don Camillo con un altro attore, completando così il film salvando buona parte del girato, ma la proposta della produzione in tal senso si scontrò con il rifiuto di Christian-Jaque e di Cervi di continuare senza Fernandel.
A metà gennaio del 1971, ancora ignaro del suo reale stato di salute, Fernandel telefonò a Christian-Jaque per rassicurarlo sulle proprie condizioni che parevano migliorare e per dirgli che poteva contare su di lui, ma il 26 febbraio successivo l'attore francese morì. La produzione, tuttavia, incassati i rifiuti di Cervi, Christian-Jaque e Leda Gloria a continuare, aveva già deciso di affidare i ruoli di protagonisti ad altri e di rifare da capo il film con un altro regista. Il film, con il medesimo titolo, ma diretto da Mario Camerini e con Gastone Moschin nella parte di don Camillo e Lionel Stander in quella di Peppone, sarebbe infine uscito nel 1972, senza tuttavia ottenere il medesimo successo dei precedenti.
Vi sono voci contrastanti riguardo al film incompiuto del 1970: mentre alcune fonti dicono che fossero state girate solo poche scene, altre affermano mancassero poche riprese alla fine del film che, in qualche modo, avrebbe potuto essere completato e distribuito. Effettivamente, in base a fotografie e vecchi filmati, risulta che più di metà pellicola fosse stata girata. In un'intervista fatta a Fernandel il 1º agosto 1970, l'attore diceva che questo film era l'ultimo della saga di Don Camillo perché Giovannino Guareschi era morto e non aveva più scritto libri. In un’altra intervista del 15 ottobre 1970 — l'ultima rilasciata da Fernandel — l'attore diceva "Ho girato per quattordici giorni e ho visto trentacinque minuti di film... trenta-trentacinque. Christian-Jaque ha fatto un lavoro notevole e io credo che sarà il più divertente della serie", sempre nella stessa intervista parlando della sua malattia "Probabilmente potrò riprendere il mio ruolo molto prima, ma non sarà possibile perché abbiamo iniziato a girare il film all'aperto a luglio e siamo tra ottobre e novembre. Non vi dirò che in questo periodo dell'anno gli alberi sono carichi di foglie che stanno cominciando a cadere e le riprese riprenderanno a marzo.". A questo proposito è molto interessante la dichiarazione che Gino Cervi rilasciò in un'intervista al quotidiano "La Stampa" pubblicata il 28 febbraio 1971, all'indomani della morte di Fernandel: "Il film era stato girato a metà quando Fernandel dovette tornare in Francia. Aveva cercato di tirare avanti fino all'ultimo, perché il film lo voleva finire. Io credo sentisse che appariva sullo schermo per l'ultima volta e con il personaggio che gli era più caro. Avevamo girato 1200 metri di pellicola a colori, ma Fernand era impaziente. Fece una cosa strana: registrò in anticipo tutto il sonoro dell'intero film. Chissà, forse pensava che, se lui avesse dovuto rinunziare, il film avrebbe potuto essere portato a termine anche da una controfigura e il suo pubblico lo avrebbe riconosciuto almeno dalla voce. E lo avrebbe ricordato".

### Luoghi delle riprese
Dalle poche immagini del film visibili in Vite straordinarie, nei notiziari del 1970, nel Museo di Don Camillo e Peppone e nel libro di Alberto Anile L'ultimo don Camillo, si può vedere che il film è stato girato a Brescello:
- Si vedono la chiesa Santa Maria Nascente compreso l'interno, la Piazza Matteotti, via Giglioli[13] e la stazione ferroviaria[14].
- Nel film, il negozio di Peppone era situato all'angolo con Via Cavallotti, con il nome di Cooperativa Popolare[15].
- A Parma si sarebbero dovute girate le scene iniziali del film con scorci della città e lo sgombro degli hippie da parte dei celerini al Teatro Farnese[16].